# Tellef Dahll

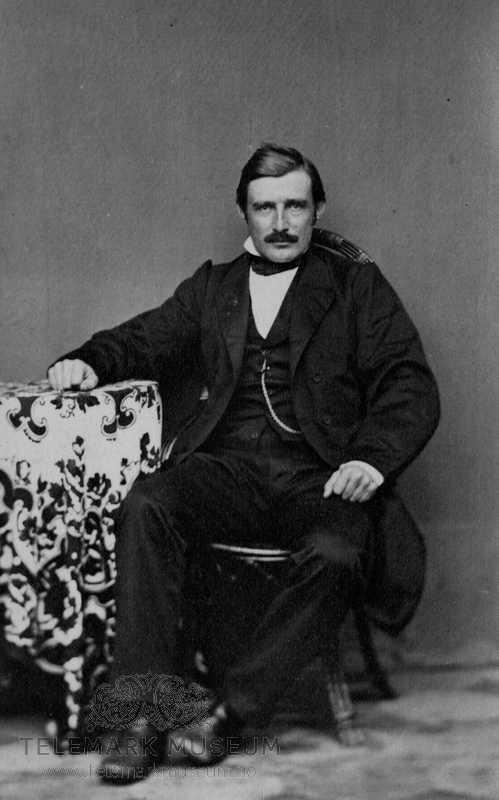
Tellef Dahll

Tellef Dahll (* 10. April 1825 in Kragerø; † 17. Juni 1893 in Morgedal) war ein norwegischer Geologe.
Dahll erwarb 1846 in Oslo seinen Kandidatentitel in Mineralogie und war ab 1850 Geschäftsführer einer Eisenmine in Arendal. Danach war er bei der 1858 gegründeten geologischen Landesaufnahme von Norwegen und an der Erstellung der geologischen Karte von Norwegen beteiligt, zunächst im Süden (als Kollege von Theodor Kjerulf) und dann im hohen Norden. Dabei entdeckte er auch Bodenschätze (Apatit in Bamle, Gold in der Finnmark, Kohle auf Andøya und Nickel auf Senja). 1872 wurde er Bergbauinspektor.
1865/66 vertrat er das Amt Bratsberg im norwegischen Parlament.

## Schriften
- mit Kjerulf: Geologisk Kart over det søndenfjeldske Norge omfattende Christiania, Hamar og Christiansands Stifter, 1866.
- Geologisk Kart over Det nordlige Norge, 1879.
- mit Kjerulf: Udsigt over det sydlige Norges geologi, mit Karte 1: 1 Million, Oslo 1879, auch 1880 ins Deutsche übersetzt.